# Victor Hammer
Victor Hammer (9 de Setembro de 1882, Viena, Áustria — 7 de Outubro de 1967), foi um pintor, escultor, impressor e tipógrafo que fez carreira nos Estados Unidos.